# 올롱

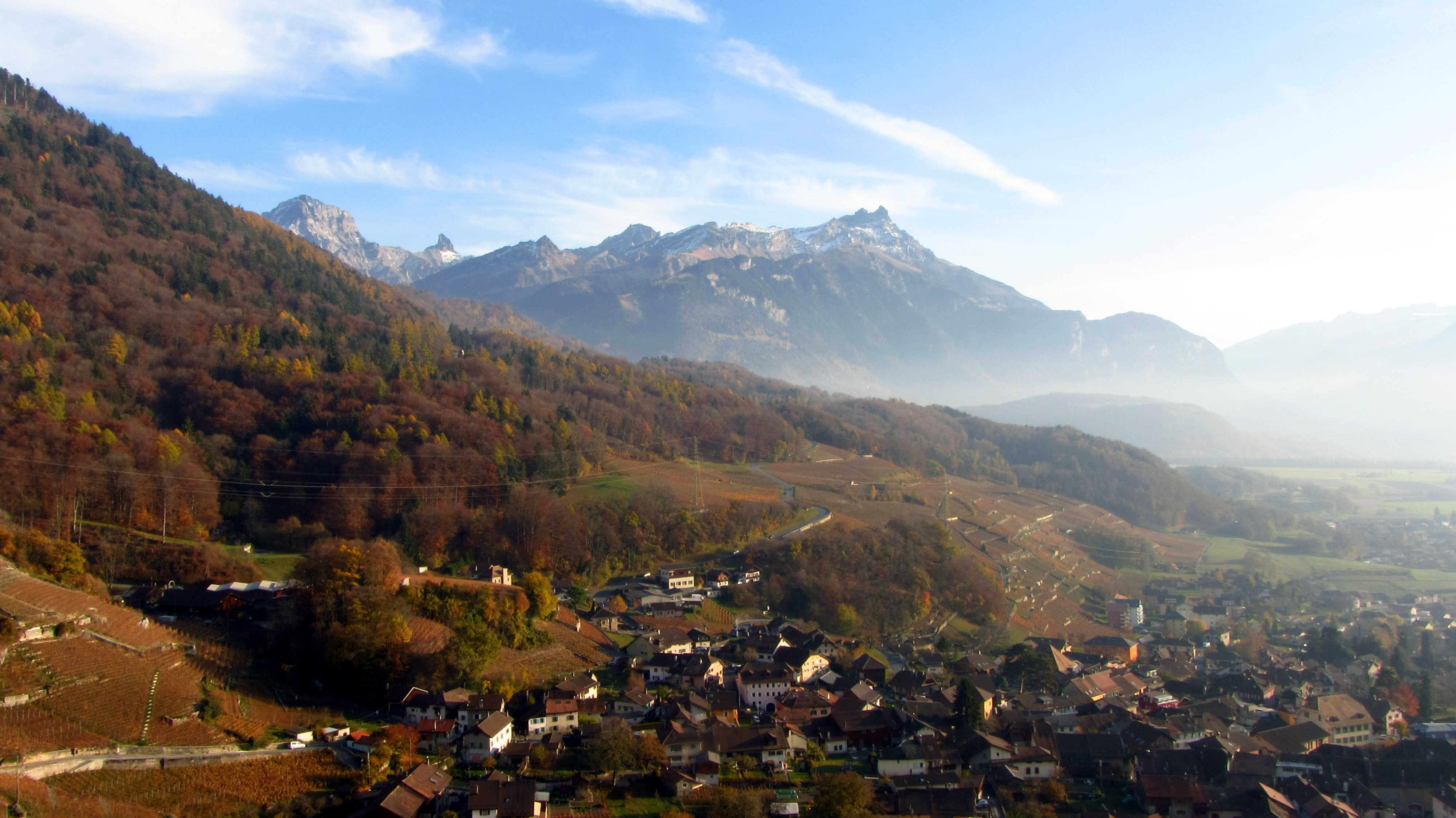
올롱

올롱(프랑스어: Ollon)은 스위스 보주에 위치한 도시로 면적은 8.89km2, 높이는 430m, 인구는 4,272명(2015년 12월 기준), 인구 밀도는 480명/km2이다. 론강 골짜기에 위치하며 레만호 남동부 연안과 접한다.

시 기
시 문장

## 인구
역사적 인구는 다음의 차트와 같다:

## 같이 보기
- 빌라르쉬르올롱